# Virus (компютърна игра)
 Тази статия е за компютърната игра.  За други значения на Virus вижте Вирус (пояснение).  
Вирус е компютърна игра проектирана от британския компютърен програмист Дейвид Брабен (David Braben), развита от Фронтиър Дивелъпмънтс(Frontier Developments) и издадена през 1988 г. от Бритиш Телеком (British Telecom) под името на Файърбърд (Firebird).
Вирус е разработена за компютрите Atari ST, Commodore Amiga (и двете версии са кодифицирани от Дейвид Брабен (David Braben)), e IBM PC (кодифицирана от Крис Соер (Chris Sawyer)).
По-късно, един вариант за Windows наречен Z-Virus е създаден чрез Blitz BASIC.